# Saint-Arnoult, Seine-Maritime

Saint-Arnoult este o comună în departamentul Seine-Maritime, Franța. În 1 ianuarie 2022 avea o populație de 1.459 de locuitori.